# Каймакам
Каймака́м или каймакан (тур. kaymakam, крымскотат. qaymaqam, осман. قائم مقام‎ от араб. قائم مقام‎ [qā'im maqām] «местоблюститель, наместник, заместитель») — в Турции, на Северном Кипре и в Ливане, а ранее в Османской империи глава администрации уезда (тур. ilçe, осман. kaza‎) — административно-территориальной единицы второго уровня, ранее титул правителя округа и помощник великого визиря.
В Молдавском и Валашском княжествах каймакамом назывался временный правитель, назначавшийся османским султаном в отсутствие господаря.
В Вооружённых силах Османской империи Каймака́м — подполковник, представитель полковника (миралая). 
В иррегулярном формировании Русской армии набираемых из курдов воинская должность.

... Точно так же изъ достойныхъ людей назначаются на должности юзбаши, каймакама и миралая въ слѣдующемъ порядкѣ: въ каждый белюкъ одинъ юзбаши, а въ каждый алай одинъ миралай и одинъ каймакамъ. ...— Приложеніе № 32. Правила дли сформированія вспомогательной кавалеріи какъ изъ племенъ и аширетовъ, живущихъ круглый годъ въ палаткахъ (осѣдлыхъ), такъ и кочующихъ на яйлаки (лѣтнее кочевье) и кишлаки (зимовка). Курды въ войнахъ Россіи съ Персіей и Турціей въ теченіе XIX вѣка.